# Atlantic Beach (Carolina do Sul)
Atlantic Beach é uma cidade  localizada no estado norte-americano de Carolina do Sul, no Condado de Horry.

## Demografia
Segundo o censo norte-americano de 2000, a sua população era de 351 habitantes.
Em 2006, foi estimada uma população de 381, um aumento de 30 (8.5%).

## Geografia
De acordo com o United States Census Bureau tem uma área de
0,4 km², dos quais 0,4 km² cobertos por terra e 0,0 km² cobertos por água.

## Localidades na vizinhança
O diagrama seguinte representa as localidades num raio de 20 km ao redor de Atlantic Beach.